# Green Acres (Dakota del Nord)
Green Acres è un census-designated place (CDP) degli Stati Uniti d'America della contea di Rolette nello Stato del Dakota del Nord. La popolazione era di 575 abitanti al censimento del 2010.

## Geografia fisica
Secondo lo United States Census Bureau, la città ha una superficie totale di 3,9 km², dei quali 3,9 km² di territorio e 0 km² di acque interne (0% del totale).

## Società

### Evoluzione demografica
Secondo il censimento del 2010, la popolazione era di 575 abitanti.

### Etnie e minoranze straniere
Secondo il censimento del 2010, la composizione etnica del CDP era formata dal 3,48% di bianchi, lo 0,17% di afroamericani, il 94,96% di nativi americani, lo 0% di asiatici, lo 0% di oceanici, lo 0,35% di altre razze, e l'1,04% di due o più etnie. Ispanici o latinos di qualunque razza erano il 2,09% della popolazione.